# La Alcantarilla, Tlatlaya
La Alcantarilla är en ort i Mexiko.   Den ligger i kommunen Tlatlaya och delstaten Mexiko, i den södra delen av landet, 160 km sydväst om huvudstaden Mexico City. La Alcantarilla ligger 643 meter över havet och antalet invånare är 113.
Terrängen runt La Alcantarilla är huvudsakligen kuperad, men åt nordost är den bergig. Runt La Alcantarilla är det ganska glesbefolkat, med 47 invånare per kvadratkilometer. Närmaste större samhälle är Santa Ana Zicatecoyan, 7,9 km öster om La Alcantarilla. I omgivningarna runt La Alcantarilla växer huvudsakligen savannskog.